# Wild WTS

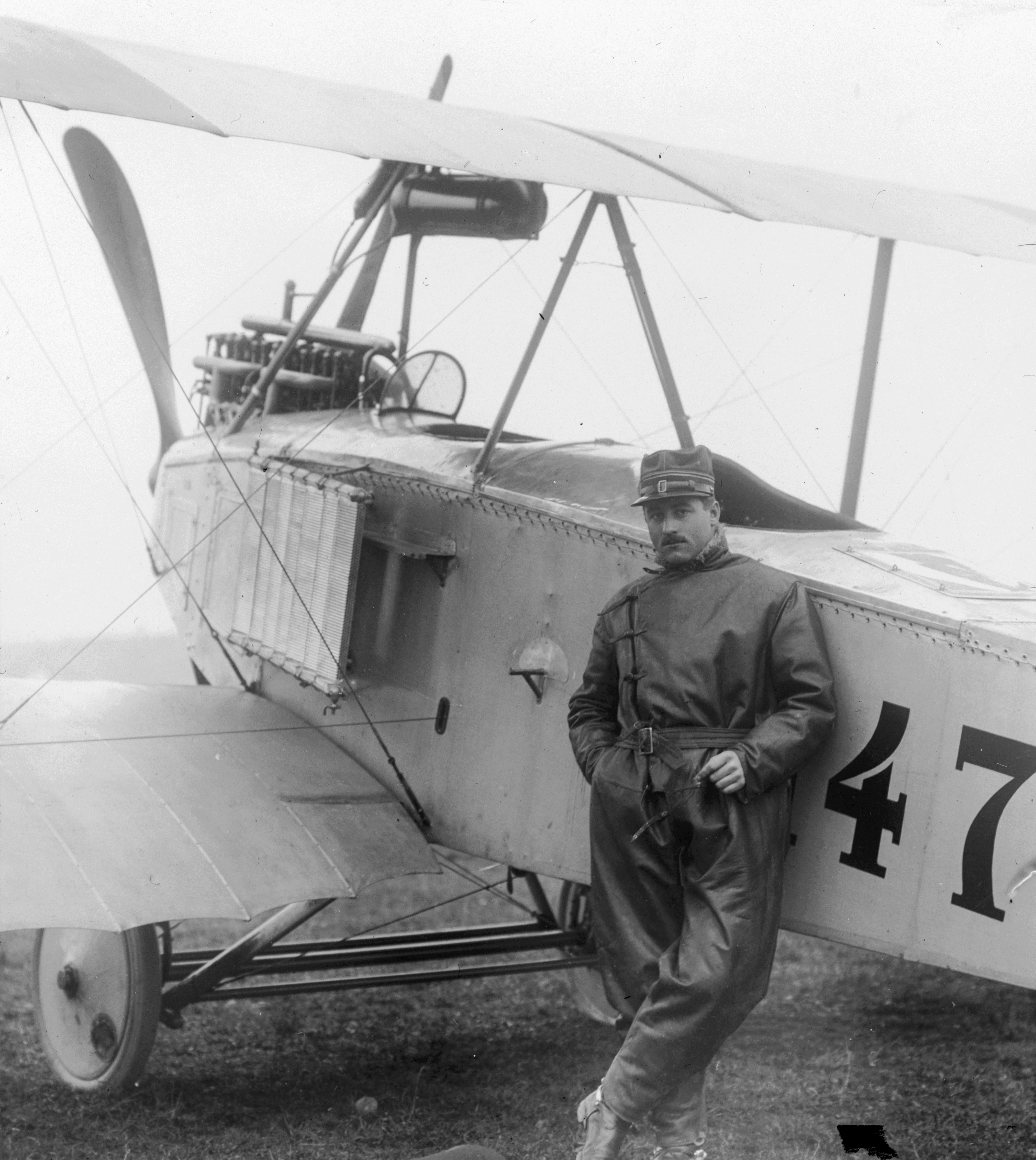
Wild WTS

Le Wild WTS est un avion biplan conçu en 1915 par le constructeur suisse Wild.

## Histoire
L'ingénieur suisse Robert Wild (1881–1977) conçoit des avions pour le constructeur aéronautique Aviatik à Mulhouse en Alsace alors allemande. À l'Exposition nationale de Berne en 1914, l'avion Aviatik CI, dont il partage la paternité, est exposé. L'avion est acheté pour les Forces aériennes suisses sans même avoir été essayé.
Un an plus tard, Robert Wild propose ses services à son pays ravi de récupérer un ingénieur aussi qualifié. il est chargé de développer un avion d'entraînement pour les forces aériennes suisses. Le premier prototype du WTS immatriculé 133 est livré en septembre 1915. Devant ses qualités de vol un deuxième exemplaire est commandé. Il sera livré en juin 1916 et mis en service sous le numéro d'immatriculation 140.
Un accident à l'atterrissage le 5 juin 1916 entraîne la destruction totale du WTS n° 133.  
Le Wild WTS n° 140 reste en service jusqu'en 1921, date à laquelle il atteint le nombre total d'heures de vol légalement autorisé. 
On ne sait rien de l'endroit où se trouvent les deux avions ou certaines de leurs parties. 
En 1917 la construction de quatre exemplaires supplémentaires de Wild WT et de quatre WTS est confiée aux ateliers fédéraux de construction sous licence. En 1923 quatre avions sont remis à des écoles civiles de pilotage, deux avions servent pour les vol de tests des pilotes militaires et deux sont réformés. 
Les avions sont équipés d'un moteur Mercedes-DI, développé par Daimler-Benz AG à Berlin et fabriqué par Daimler Motorenbau à Stuttgart . Le moteur est un quatre temps en ligne refroidi par liquide avec 6 cylindres et double carburateur. Sa puissance est de 110 ch à 1400 tr/min.